# Mahienour Al-Massry
Mahienour Al-Masry (en arabe égyptien: ماهينور المصري, née en 1986) est une avocate et militante égyptienne des droits humains, originaire d'Alexandrie, qui est engagée sur la scène militante dans cette ville côtière depuis le milieu des années 2000. Elle a été emprisonnée à plusieurs reprises, en 2008 sous l’ère Moubarak, en 2013, en 2015 et en 2019. Elle est sortie de prison en juillet 2021.

## Biographie
Née en 1986 à Alexandrie, elle s’engage comme militante dans la lutte pour les droits humains au milieu des années 2000, alors que l’Égypte est présidée par Hosni Moubarak.
Elle organise des manifestations pacifiques et soutient des activités pour les prisonniers politiques, en utilisant les médias sociaux pour dénoncer les violations des droits humains. Le 23 juillet 2008, alors âgé de 22 ans, elle est arrêtée par des policiers en civil, puis battue dans un commissariat d'Alexandrie. Mais elle participe encore activement à Alexandrie à la révolution égyptienne de 2011.
Inscrite comme avocate au barreau d’Alexandrie, elle est également active sur les réseaux sociaux. Début décembre 2013, elle est arrêtée  pour avoir violé une loi égyptienne controversée sur les manifestations avant de voir sa peine réduite.
Alors qu’elle effectue cette peine d’ emprisonnement, elle se voit attribuer en juin 2014 un prix international des droits humains, le prix Ludovic-Trarieux. Depuis Nelson Mandela presque vingt ans plus tôt, c’est le premier avocat à recevoir ce prix tout en étant emprisonné. Elle est libérée en septembre 2014, et le prix lui est remis finalement à Florence, en Italie, le 31 octobre 2014 lors du congrès de l'Union internationale des avocats),.
Mais en mai 2015, elle est à nouveau arrêtée à Alexandrie pour un autre motif, pour avoir participé à sit-in d’avocats, sous la présidence de Morsi, devant un bureau de police, accusée d’avoir tenté de s’introduire dans ce local policier. Elle est condamnée à un nouvel emprisonnement, malgré plusieurs appels de cette mesure. Elle est déclarée prisonnière de conscience par Amnesty International. Elle est libérée en janvier 2018.
Libérée, elle est encore une fois arrêtée le 22 septembre 2019, au Caire cette fois. C’est théoriquement une détention préventive avant un nouveau jugement. Mais pour différents motifs, cette détention préventive est prolongée à plusieurs reprises durant la fin d’année 2019, puis l’année 2020. Elle sort de prison en juillet 2021